# Ricardo Sperafico
Ricardo Sperafico (Toledo, 23 luglio 1979) è un pilota automobilistico brasiliano.

## Carriera
Ricardo Sperafico proviene da una famiglia di piloti. È infatti il fratello gemello di Rodrigo Sperafico e cugino di Alexandre e dello scomparso Rafael. 
La sua carriera iniziò in Europa, dove nel 2000 divenne campione italiano di Formula 3000. L'anno successivo salì di categoria, andando a disputare l'International F3000 col Petrobras Junior Team. Nel 2002, Ricardo, Rodrigo e Alexandre gareggiarono contemporaneamente in Formula 3000, con Ricardo che ottenne il miglior risultato piazzandosi quinto in classifica generale.
L'anno successivo Ricardo passò alla Coloni e si piazzò secondo in classifica dietro a Björn Wirdheim. Questo risultato gli valse alcuni test con la Williams, che però non ebbero seguito.
Nel 2005 fu ingaggiato dalla Dale Coyne Racing per disputare il campionato di Champ Car, trovandosi ad avere non meno di cinque diversi compagni di squadra nel corso dell'anno. Il suo miglior risultato è stato l'ottavo posto al Gran Premio di Denver.
Dal 2007 è ritornato in Brasile per correre nel campionato Stock Car.

## Statistiche

### Formula 3000
| Anno | Scuderia              | 1       | 2       | 3      | 4       | 5      | 6     | 7      | 8      | 9       | 10    | 11    | 12    | Pos. | Punti |
| ---- | --------------------- | ------- | ------- | ------ | ------- | ------ | ----- | ------ | ------ | ------- | ----- | ----- | ----- | ---- | ----- |
| 2001 | Petrobras Junior Team | INT Rit | IMO 14  | CAT 19 | A1R Rit | MON 5  | NÜR 3 | MAG 13 | SIL 11 | HOC 3   | HUN 7 | SPA 1 | MNZ 3 | 5º   | 24    |
| 2002 | Petrobras Junior Team | INT 7   | IMO 14  | CAT 9  | A1R 8   | MON 5  | NÜR 2 | SIL 13 | MAG 15 | HOC 6   | HUN 5 | SPA 3 | MNZ 4 | 5º   | 22    |
| 2003 | Coloni Motorsport     | IMO 3   | CAT Rit | A1R 1  | MON SQ  | NÜR 14 | MAG 3 | SIL 4  | HOC 1  | HUN Rit | MNZ 3 |       |       | 2º   | 43    |